# Xinhuang
Der Autonome Kreis Xinhuang der Dong (新晃侗族自治县,  Xīnhuǎng Dòngzú zìzhìxiàn) ist ein chinesischer autonomer Kreis der Dong in der bezirksfreien Stadt Huaihua der Provinz Hunan. Er hat eine Fläche von 1.511 km² und zählt 252.200 Einwohner (Stand: Ende 2018). Sein Hauptort ist die Großgemeinde Xinhuang (新晃镇).